# Enquestes d'opinió sobre la independència d'Escòcia
Aquest article enumera les enquestes d'opinió públiques que s'han realitzat sobre la independència d'Escòcia.
El 18 de setembre de 2014 es va portar a terme un referèndum sobre aquest tema.

## Referèndum de 2014
Es van realitzar diverses enquestes d'opinió sobre la independència d'Escòcia abans del referèndum i durant la campanya. El gener de 2012, el professor de ciències polítiques de la Universitat de Strathclyde, John Curtice, va dir que les enquestes mostraven un suport d'entre el 32% i 38% de la població escocesa. Aquestes xifres havien caigut una mica des que el Partit Nacional Escocès (SNP) va arribar al govern per primera vegada el 2007. La investigació també va demostrar que la proporció de la població que s'oposava fermament a la independència també havia disminuït. L'abril de 2014, Curtis va afirmar que el suport per la independència havia augmentat des del desembre de 2013, tot i que hi va haver un desacord entre les enquestadores sobre l'estat real de l'opinió pública. Les enquestes prèvies a la votació del referèndum van mostrar un tancament de la bretxa, amb una enquesta donant un avantatge de 51 a 49 a la campanya del Sí. En el referèndum, el 18 de setembre de 2014, Escòcia va votar en contra de la independència per un 55,3% a 44,7%, amb una participació del 84,6%.

## Enquestes post-referèndum
Des del referèndum de 2014, les enquestadores han preguntat com votaria la gent en cas d'un hipotètic segon referèndum. Aquestes enquestes es fan des de sis setmanes després del referèndum.
El sentiment a favor de la independència va ser alt immediatament després del referèndum, amb la majoria de les enquestes publicades en els sis mesos després mostrant una pluralitat a favor del 'Sí'. Durant els dos anys següents, el suport pel "No" va augmentar i el suport pel "Sí" va disminuir. Una enquesta de Survation realitzada durant els dos dies anteriors a les eleccions generals del Regne Unit del 8 de juny de 2017 va mostrar el suport més ample a favor del "No", per 56% al 36%. Al setembre de 2017, cinc enquestes consecutives havien mostrat un marge de "No" superior al resultat del referèndum de 2014. Fins ara, aquest ha estat el punt àlgid per al "No". El suport al "No" va disminuir lentament fins a finals del 2018, i més ràpidament a partir de la primavera del 2019, durant l'estancament parlamentari pel Brèxit. El professor John Curtice va dir a mitjans de 2019 que el recent gir cap al "Sí" es va concentrar entre les persones que havien votat a favor de "Quedar-se" al referèndum del Brexit del 2016. Durant la darrera meitat del 2020, amb la contínua impopularitat de Boris Johnson a Escòcia i el fort lideratge de la primera ministra Nicola Sturgeon durant la primera onada de la pandèmia de la COVID-19, el "Sí" va augmentar a una pluralitat constant i en algunes enquestes a una majoria de suport. L'octubre de 2020, quan la segona onada de la pandèmia de la COVID-19 va començar, el "Sí" va assolir el seu màxim històric quan una enquesta d'Ipsos MORI per a STV News va mostrar un marge a favor del "Sí" del 52% al 39%. A partir d'aquest moment, el sentiment va tornar a ser favorable constantment al "No", coincidint amb el període en què finalment es va completar l'acord comercial del Brexit i es va implementar el programa de vacunació contra la COVID-19. Les enquestes van començar a mostrar de nou una pluralitat en contra de la independència cap a la primavera de 2021 i abans de les eleccions al Parlament escocès de 2021.
Durant aquest període, alguns esdeveniments significatius han fet que les enquestes oscil·lin bruscament. Per exemple, el resultat del referèndum sobre el Brexit i l'elecció de Boris Johnson com a Primer Ministre del Regne Unit van fer que el sentiment es mogués temporalment a favor del "Sí", només per tornar aviat a l'statu quo.
| Data                   | Enquestadora/client | Mostra | Hauria de ser Escòcia un país independent? | Hauria de ser Escòcia un país independent? | Hauria de ser Escòcia un país independent? | Avantatge | Notes |
| Data                   | Enquestadora/client | Mostra | Sí | No | Indecisos | Avantatge | Notes |
| ---------------------- | --- | --- | --- | --- | --- | --- | --- |
| 17–20 Abr 2023         | YouGov/ The Times | 1.032 | 39% | 45% | 9% | 6% | |
| 29 Març–3 Abr 2023     | Survation | 1.007 | 42% | 47% | 10% | 5% | |
| 31 Març–1 Abr 2023     | Redfield & Wilton Strategies | 1.000 | 44% | 50% | 6% | 6% | |
| 28–31 Març 2023        | Savanta/Scotsman | 1.009 | 45% | 47% | 8% | 2% | |
| 28–30 Març 2023        | Panelbase/ The Sunday Times | 1.089 | 46% | 49% | 5% | 3% | |
| 28 Març 2023           | Humza Yousaf és elegit líder de l'SNP i Primer Ministre d'Escòcia                                                                                         | Humza Yousaf és elegit líder de l'SNP i Primer Ministre d'Escòcia                                                                                         | Humza Yousaf és elegit líder de l'SNP i Primer Ministre d'Escòcia                                                                                         | Humza Yousaf és elegit líder de l'SNP i Primer Ministre d'Escòcia                                                                                         | Humza Yousaf és elegit líder de l'SNP i Primer Ministre d'Escòcia                                                                                         | Humza Yousaf és elegit líder de l'SNP i Primer Ministre d'Escòcia                                                                                         | Humza Yousaf és elegit líder de l'SNP i Primer Ministre d'Escòcia                                                                                         |
| 9–13 Març 2023         | YouGov/Sky News | 1.002 | 39% | 47% | 10% | 8% | |
| 8–10 Març 2023         | Survation/DC Thomson | 1.037 | 40% | 48% | 12% | 8% | [ a ] |
| 1–9 Març 2023          | Find Out Now/Scot Goes Pop | 1.266 | 50% | 46% | 4% | 4% | |
| 2–5 Març 2023          | Redfield & Wilton Strategies | 1.000 | 42% | 51% | 8% | 9% | |
| 22–23 Feb 2023         | TechneUK | 502 | 39% | 47% | 14% | 8% | [ b ] |
| 17–20 Feb 2023         | YouGov/The Times | 1.017 | 42% | 49% | 9% | 7% | |
| 15–17 Feb 2023         | Savanta/The Scotsman | 1.004 | 44% | 46% | 9% | 2% | |
| 15 Feb 2023            | Nicola Sturgeon anuncia la seva intenció de dimitir com a Primera Ministra d'Escòcia                                                                      | Nicola Sturgeon anuncia la seva intenció de dimitir com a Primera Ministra d'Escòcia                                                                      | Nicola Sturgeon anuncia la seva intenció de dimitir com a Primera Ministra d'Escòcia                                                                      | Nicola Sturgeon anuncia la seva intenció de dimitir com a Primera Ministra d'Escòcia                                                                      | Nicola Sturgeon anuncia la seva intenció de dimitir com a Primera Ministra d'Escòcia                                                                      | Nicola Sturgeon anuncia la seva intenció de dimitir com a Primera Ministra d'Escòcia                                                                      | Nicola Sturgeon anuncia la seva intenció de dimitir com a Primera Ministra d'Escòcia                                                                      |
| 26 Gen–3 Feb 2023      | Lord Ashcroft | 2.105 | 37% | 48% | 12% | 11% | [ c ] |
| 23–26 Gen 2023         | YouGov/The Times | 1.088 | 40% | 46% | 10% | 6% | |
| 11–18 Gen 2023         | FindOutNow/The National | 1.094 | 52% | 44% | 3% | 8% | |
| 17 Gen 2023            | El govern del Regne Unit invoca la secció 35 de l'Scotland Act per bloquejar l'aprovació reial al projecte de llei de Reforma del Reconeixement de Gènere | El govern del Regne Unit invoca la secció 35 de l'Scotland Act per bloquejar l'aprovació reial al projecte de llei de Reforma del Reconeixement de Gènere | El govern del Regne Unit invoca la secció 35 de l'Scotland Act per bloquejar l'aprovació reial al projecte de llei de Reforma del Reconeixement de Gènere | El govern del Regne Unit invoca la secció 35 de l'Scotland Act per bloquejar l'aprovació reial al projecte de llei de Reforma del Reconeixement de Gènere | El govern del Regne Unit invoca la secció 35 de l'Scotland Act per bloquejar l'aprovació reial al projecte de llei de Reforma del Reconeixement de Gènere | El govern del Regne Unit invoca la secció 35 de l'Scotland Act per bloquejar l'aprovació reial al projecte de llei de Reforma del Reconeixement de Gènere | El govern del Regne Unit invoca la secció 35 de l'Scotland Act per bloquejar l'aprovació reial al projecte de llei de Reforma del Reconeixement de Gènere |
| 10–12 Gen 2023         | Survation/TrueNorth | 1.002 | 41% | 47% | 11% | 6% | |
| 16–21 Des 2022         | Savanta/The Scotsman | 1.048 | 44% | 46% | 9% | 2% | |
| 12–16 Des 2022         | Panelbase/Sunday Times | 1.004 | 49% | 45% | 6% | 4% | |
| 6–9 Des 2022           | YouGov/The Times | 1.090 | 47% | 42% | 8% | 5% | |
| 1–8 Des 2022           | FindOutNow/Electoral Calculus | 1.094 | 51% | 43% | 6% | 8% | |
| 28 Nov–5 Des 2022      | Ipsos MORI/STV | 1.065 | 53% | 42% | 4% | 11% | |
| 26–27 Nov 2022         | Redfield & Wilton Strategies | 1.000 | 49% | 45% | 5% | 4% | |
| 22–25 Nov 2022         | YouGov/Scottish Election Study | 1.210 | 46% | 45% | 9% | 1% | |
| 23 Nov 2022            | El Tribunal Suprem del Regne Unit dictamina que el Parlament Escocès no pot legislar un segon referèndum d'independència                                  | El Tribunal Suprem del Regne Unit dictamina que el Parlament Escocès no pot legislar un segon referèndum d'independència                                  | El Tribunal Suprem del Regne Unit dictamina que el Parlament Escocès no pot legislar un segon referèndum d'independència                                  | El Tribunal Suprem del Regne Unit dictamina que el Parlament Escocès no pot legislar un segon referèndum d'independència                                  | El Tribunal Suprem del Regne Unit dictamina que el Parlament Escocès no pot legislar un segon referèndum d'independència                                  | El Tribunal Suprem del Regne Unit dictamina que el Parlament Escocès no pot legislar un segon referèndum d'independència                                  | El Tribunal Suprem del Regne Unit dictamina que el Parlament Escocès no pot legislar un segon referèndum d'independència                                  |
| 25 Oct 2022            | Rishi Sunak esdevé Primer Ministre del Regne Unit | Rishi Sunak esdevé Primer Ministre del Regne Unit | Rishi Sunak esdevé Primer Ministre del Regne Unit | Rishi Sunak esdevé Primer Ministre del Regne Unit | Rishi Sunak esdevé Primer Ministre del Regne Unit | Rishi Sunak esdevé Primer Ministre del Regne Unit | Rishi Sunak esdevé Primer Ministre del Regne Unit |
| 20 Oct 2022            | Liz Truss anuncia la seva intenció de dimitir com a Primera Ministra del Regne Unit                                                                       | Liz Truss anuncia la seva intenció de dimitir com a Primera Ministra del Regne Unit                                                                       | Liz Truss anuncia la seva intenció de dimitir com a Primera Ministra del Regne Unit                                                                       | Liz Truss anuncia la seva intenció de dimitir com a Primera Ministra del Regne Unit                                                                       | Liz Truss anuncia la seva intenció de dimitir com a Primera Ministra del Regne Unit                                                                       | Liz Truss anuncia la seva intenció de dimitir com a Primera Ministra del Regne Unit                                                                       | Liz Truss anuncia la seva intenció de dimitir com a Primera Ministra del Regne Unit                                                                       |
| 7–10 Oct 2022          | Panelbase/Alba Party | 1.018 | 46% | 49% | 5% | 3% | |
| 5–7 Oct 2022           | Panelbase/Business for Scotland | 1.017 | 47% | 47% | 6% | Empat | |
| 30 Set–4 Oct 2022      | YouGov/The Times | 1.067 | 43% | 45% | 7% | 2% | |
| 30 Set–4 Oct 2022      | Savanta ComRes/The Scotsman | 1.029 | 45% | 46% | 8% | 1% | |
| 14–16 Set 2022         | Deltapoll/Sun in Scotland | 659 | 42% | 47% | 7% | 5% | [ d ] |
| 8 Set 2022             | Mort d'Elisabet II al Castell de Balmoral a Escòcia, la succeeix el seu fill Carles III                                                                   | Mort d'Elisabet II al Castell de Balmoral a Escòcia, la succeeix el seu fill Carles III                                                                   | Mort d'Elisabet II al Castell de Balmoral a Escòcia, la succeeix el seu fill Carles III                                                                   | Mort d'Elisabet II al Castell de Balmoral a Escòcia, la succeeix el seu fill Carles III                                                                   | Mort d'Elisabet II al Castell de Balmoral a Escòcia, la succeeix el seu fill Carles III                                                                   | Mort d'Elisabet II al Castell de Balmoral a Escòcia, la succeeix el seu fill Carles III                                                                   | Mort d'Elisabet II al Castell de Balmoral a Escòcia, la succeeix el seu fill Carles III                                                                   |
| 6 Set 2022             | Liz Truss esdevé Primera Ministra del Regne Unit | Liz Truss esdevé Primera Ministra del Regne Unit | Liz Truss esdevé Primera Ministra del Regne Unit | Liz Truss esdevé Primera Ministra del Regne Unit | Liz Truss esdevé Primera Ministra del Regne Unit | Liz Truss esdevé Primera Ministra del Regne Unit | Liz Truss esdevé Primera Ministra del Regne Unit |
| 17–19 Ago 2022         | Panelbase/Sunday Times | 1.133 | 46% | 48% | 6% | 2% | |
| 7 Jul 2022             | Boris Johnson anuncia la seva intenció de dimitir com a Primer Ministre del Regne Unit                                                                    | Boris Johnson anuncia la seva intenció de dimitir com a Primer Ministre del Regne Unit                                                                    | Boris Johnson anuncia la seva intenció de dimitir com a Primer Ministre del Regne Unit                                                                    | Boris Johnson anuncia la seva intenció de dimitir com a Primer Ministre del Regne Unit                                                                    | Boris Johnson anuncia la seva intenció de dimitir com a Primer Ministre del Regne Unit                                                                    | Boris Johnson anuncia la seva intenció de dimitir com a Primer Ministre del Regne Unit                                                                    | Boris Johnson anuncia la seva intenció de dimitir com a Primer Ministre del Regne Unit                                                                    |
| 29 Juny–1 Jul 2022     | Panelbase/Sunday Times | 1.010 | 48% | 47% | 5% | 1% | |
| 29–30 Juny 2022        | Techne UK | 501 | 39% | 45% | 15% | 6% | [ e ] |
| 28 Juny 2022           | Nicola Sturgeon anuncia la seva intenció de celebrar un referèndum d'independència el 19 d'octubre de 2023                                                | Nicola Sturgeon anuncia la seva intenció de celebrar un referèndum d'independència el 19 d'octubre de 2023                                                | Nicola Sturgeon anuncia la seva intenció de celebrar un referèndum d'independència el 19 d'octubre de 2023                                                | Nicola Sturgeon anuncia la seva intenció de celebrar un referèndum d'independència el 19 d'octubre de 2023                                                | Nicola Sturgeon anuncia la seva intenció de celebrar un referèndum d'independència el 19 d'octubre de 2023                                                | Nicola Sturgeon anuncia la seva intenció de celebrar un referèndum d'independència el 19 d'octubre de 2023                                                | Nicola Sturgeon anuncia la seva intenció de celebrar un referèndum d'independència el 19 d'octubre de 2023                                                |
| 23–28 Juny 2022        | Savanta ComRes/The Scotsman | 1.000 | 44% | 46% | 10% | 2% | |
| 23–29 Maig 2022        | Ipsos MORI/STV | 1.000 | 45% | 46% | 8% | 1% | |
| 18–23 Maig 2022        | YouGov/The Times | 1.115 | 38% | 46% | 11% | 8% | |
| 5 Maig 2022            | Eleccions locals escoceses de 2022 | Eleccions locals escoceses de 2022 | Eleccions locals escoceses de 2022 | Eleccions locals escoceses de 2022 | Eleccions locals escoceses de 2022 | Eleccions locals escoceses de 2022 | Eleccions locals escoceses de 2022 |
| 26 Abr–3 Maig 2022     | Savanta ComRes/The Scotsman | 1.010 | 45% | 47% | 7% | 2% | |
| 26–29 Abr 2022         | Panelbase/Sunday Times | 1.009 | 47% | 49% | 5% | 2% | |
| 25–31 Març 2022        | BMG/Herald | 1.012 | 43% | 49% | 8% | 6% | |
| 25–31 Març 2022        | Yougov/TheseIslands | 519 | 39% | 44% | 13% | 5% | [ f ] |
| 24–28 Març 2022        | Survation/Ballot Box Scotland | 1.002 | 42% | 47% | 11% | 5% | |
| 10–16 Març 2022        | Savanta ComRes/The Scotsman | 1.008 | 44% | 49% | 7% | 5% | |
| 24–28 Feb 2022         | Savanta ComRes/The Economist | 1.651 | 45% | 46% | 9% | 1% | |
| 24 Feb 2022            | Invasió russa d'Ucraïna de 2022 | Invasió russa d'Ucraïna de 2022 | Invasió russa d'Ucraïna de 2022 | Invasió russa d'Ucraïna de 2022 | Invasió russa d'Ucraïna de 2022 | Invasió russa d'Ucraïna de 2022 | Invasió russa d'Ucraïna de 2022 |
| 3–9 Feb 2022           | Ipsos MORI | 1.163 | 50% | 43% | 6% | 7% | [ g ] |
| 14–18 Gen 2022         | Savanta ComRes/The Scotsman | 1.004 | 46% | 46% | 8% | Empat | |
| 15–22 Des 2021         | Opinium/Daily Record | 1.328 | 44% | 44% | 12% | Empat | [ h ] |
| 22–29 Nov 2021         | Ipsos MORI/STV | 1.107 | 52% | 43% | 4% | 9% | |
| 18–22 Nov 2021         | YouGov/The Times | 1.060 | 40% | 46% | 14% | 6% | |
| 9–12 Nov 2021          | Panelbase/SundayTimes | 1.781 | 45% | 47% | 8% | 2% | |
| 22–28 Oct 2021         | Savanta ComRes/Scotsman | 1.005 | 45% | 48% | 7% | 3% | |
| 20–26 Oct 2021         | Panelbase/Scot Goes Pop | 1.001 | 44% | 50% | 5% | 6% | |
| 18 Set 2021            | Redfield & Wilton Strategies/Politico | 1.000 | 44% | 47% | 9% | 3% | |
| 6–10 Set 2021          | Panelbase/SundayTimes | 2.003 | 45% | 49% | 6% | 4% | |
| 3–9 Set 2021           | Savanta ComRes Sunday Times | 1.016 | 45% | 48% | 7% | 3% | |
| 1–8 Set 2021           | Stack Data Strategy/UKonward | 1.007 | 45% | 49% | 6% | 4% | |
| 3–8 Set 2021           | Opinium/Sky News | 1.014 | 44% | 43% | 13% | 1% | |
| 4–5 Ago 2021           | Redfield & Wilton Strategies | 1.000 | 44% | 47% | 9% | 3% | |
| 16–24 Juny 2021        | Panelbase/Sunday Times | 1.287 | 45% | 48% | 7% | 3% | |
| 11–14 Maig 2021        | Savanta ComRes/Scotland on Sunday | 1.003 | 43% | 49% | 8% | 6% | |
| 7–8 Maig 2021          | Stack Data/Our Scottish Future Arxivat 2022-07-12 a Wayback Machine.                                                                                      | 1.000 | 48% | 48% | 4% | Empat | [ i ] |
| 6 Maig 2021            | Eleccions al Parlament Escocès de 2021 | Eleccions al Parlament Escocès de 2021 | Eleccions al Parlament Escocès de 2021 | Eleccions al Parlament Escocès de 2021 | Eleccions al Parlament Escocès de 2021 | Eleccions al Parlament Escocès de 2021 | Eleccions al Parlament Escocès de 2021 |
| 30 Abr–4 Maig 2021     | Savanta ComRes/The Scotsman | 1.001 | 42% | 50% | 8% | 8% | |
| 2–4 Maig 2021          | YouGov/The Times | 1.144 | 41% | 46% | 13% | 5% | |
| 30 Abr–4 Maig 2021     | Survation/DC Thomson | 1.008 | 43% | 47% | 10% | 4% | |
| 28 Abr–3 Maig 2021     | Opinium/Sky News | 1.015 | 45% | 45% | 8% | Empat | |
| 30 Abr–3 Maig 2021     | Ipsos MORI/STV | 1.502 | 47% | 47% | 6% | Empat | |
| 28–30 Abr 2021         | Panelbase/Sunday Times | 1.096 | 48% | 45% | 6% | 3% | |
| 27–30 Abr 2021         | BMG/Herald | 1.023 | 47% | 47% | 7% | Empat | |
| 23–27 Abr 2021         | Savanta ComRes/The Scotsman | 1.001 | 42% | 49% | 8% | 7% | |
| 23–26 Abr 2021         | Survation/Good Morning Britain | 1.008 | 42% | 47% | 11% | 5% | |
| 21–26 Abr 2021         | Panelbase/Scot Goes Pop | 1.075 | 47% | 48% | 6% | 1% | |
| 21–23 Abr 2021         | Survation/These Islands | 1.006 | 44% | 46% | 10% | 2% | |
| 20–22 Abr 2021         | Survation/DC Thomson | 1.037 | 44% | 45% | 11% | 1% | |
| 16–20 Abr 2021         | Savanta ComRes/The Scotsman Arxivat 2022-08-29 a Wayback Machine.                                                                                         | 1.001 | 44% | 48% | 8% | 4% | |
| 16–20 Abr 2021         | YouGov/The Times | 1.204 | 39% | 45% | 16% | 6% | |
| 7–19 Abr 2021          | Lord Ashcroft | 2.017 | 44% | 45% | 11% | 1% | [ c ] |
| 9–12 Abr 2021          | Panelbase/Believe in Scotland | 1.002 | 48% | 46% | 6% | 2% | |
| 2–7 Abr 2021           | Savanta ComRes/The Scotsman | 1.007 | 45% | 45% | 9% | Empat | |
| 1–6 Abr 2021           | Opinium/Sky News | 1.023 | 47% | 45% | 6% | 2% | |
| 29 Març–4 Abr 2021     | Ipsos MORI/STV | 1.038 | 49% | 45% | 6% | 4% | |
| 30 Març–1 Abr 2021     | Panelbase/Sunday Times | 1.009 | 48% | 47% | 5% | 1% | |
| 29–30 Març 2021        | Survation/DC Thomson | 1.021 | 45% | 44% | 11% | 1% | |
| 23–26 Març 2021        | Find Out Now/Daily Express | 1.022 | 48% | 44% | 8% | 4% | |
| 16–19 Març 2021        | BMG/Herald | 1.021 | 49% | 46% | 5% | 3% | |
| 11–18 Març 2021        | Survation/DC Thomson | 2.047 | 43% | 45% | 12% | 2% | |
| 11–16 Març 2021        | Opinium/Sky News | 1.096 | 45% | 43% | 8% | 2% | |
| 5–10 Març 2021         | Savanta ComRes/The Scotsman Arxivat 2021-09-28 a Wayback Machine.                                                                                         | 1.009 | 45% | 47% | 8% | 2% | |
| 5–9 Març 2021          | Hanbury Strategy | 1.502 | 50% | 43% | 8% | 6% | |
| 4–8 Març 2021          | YouGov/The Times | 1.100 | 41% | 43% | 14% | 2% | |
| 4–5 Març 2021          | Savanta ComRes/The Scotsman | 1.015 | 43% | 46% | 10% | 3% | [ j ] |
| 3–5 Març 2021          | Panelbase/Sunday Times | 1.013 | 46% | 47% | 7% | 1% | |
| 26 Feb–4 Març 2021     | Savanta ComRes/Daily Express | 1.004 | 43% | 45% | 12% | 2% | |
| 12 Feb–1 Març 2021     | Hanbury Strategy | 3.946 | 52% | 41% | 7% | 11% | |
| 27 Feb 2021            | Anas Sarwar és elegit líder del Partit Laborista Escocès                                                                                                  | Anas Sarwar és elegit líder del Partit Laborista Escocès                                                                                                  | Anas Sarwar és elegit líder del Partit Laborista Escocès                                                                                                  | Anas Sarwar és elegit líder del Partit Laborista Escocès                                                                                                  | Anas Sarwar és elegit líder del Partit Laborista Escocès                                                                                                  | Anas Sarwar és elegit líder del Partit Laborista Escocès                                                                                                  | Anas Sarwar és elegit líder del Partit Laborista Escocès                                                                                                  |
| 25–26 Feb 2021         | Survation/Daily Record | 1.011 | 43% | 44% | 13% | 1% | |
| 18–22 Feb 2021         | Savanta ComRes/ITV News Arxivat 2022-08-29 a Wayback Machine.                                                                                             | 1.008 | 48% | 44% | 8% | 4% | |
| 15–21 Feb 2021         | Ipsos MORI/STV Arxivat 2021-02-26 a Wayback Machine. | 1.031 | 48% | 44% | 7% | 4% | |
| 4–9 Feb 2021           | Savanta ComRes/The Scotsman | 1.002 | 43% | 46% | 11% | 3% | [ k ] |
| 19–22 Gen 2021         | Panelbase/Sunday Times | 1.206 | 49% | 44% | 7% | 5% | |
| 14 Gen 2021            | Richard Leonard dimiteix com a líder del Partit Laborista Escocès                                                                                         | Richard Leonard dimiteix com a líder del Partit Laborista Escocès                                                                                         | Richard Leonard dimiteix com a líder del Partit Laborista Escocès                                                                                         | Richard Leonard dimiteix com a líder del Partit Laborista Escocès                                                                                         | Richard Leonard dimiteix com a líder del Partit Laborista Escocès                                                                                         | Richard Leonard dimiteix com a líder del Partit Laborista Escocès                                                                                         | Richard Leonard dimiteix com a líder del Partit Laborista Escocès                                                                                         |
| 11–13 Gen 2021         | Survation/Scot Goes Pop | 1.020 | 45% | 43% | 12% | 2% | |
| 8–13 Gen 2021          | Savanta ComRes/The Scotsman Arxivat 2022-08-29 a Wayback Machine.                                                                                         | 1.016 | 47% | 43% | 10% | 4% | [ k ] |
| 31 Des 2020            | S'acaba el període de transició del Brèxit | S'acaba el període de transició del Brèxit | S'acaba el període de transició del Brèxit | S'acaba el període de transició del Brèxit | S'acaba el període de transició del Brèxit | S'acaba el període de transició del Brèxit | S'acaba el període de transició del Brèxit |
| 11–15 Des 2020         | Savanta ComRes/The Scotsman Arxivat 2022-08-29 a Wayback Machine.                                                                                         | 1.013 | 49% | 39% | 12% | 10% | [ k ] |
| 8 Des 2020             | Comença la campanya de vacunació contra la COVID-19 al Regne Unit                                                                                         | Comença la campanya de vacunació contra la COVID-19 al Regne Unit                                                                                         | Comença la campanya de vacunació contra la COVID-19 al Regne Unit                                                                                         | Comença la campanya de vacunació contra la COVID-19 al Regne Unit                                                                                         | Comença la campanya de vacunació contra la COVID-19 al Regne Unit                                                                                         | Comença la campanya de vacunació contra la COVID-19 al Regne Unit                                                                                         | Comença la campanya de vacunació contra la COVID-19 al Regne Unit                                                                                         |
| 2–7 Des 2020           | Survation | 1.018 | 44% | 42% | 14% | 2% | |
| 20–26 Nov 2020         | Ipsos MORI/STV | 1.006 | 51% | 41% | 8% | 10% | |
| 5–11 Nov 2020          | Panelbase/Scot Goes Pop | 1.020 | 51% | 40% | 8% | 11% | |
| 6–10 Nov 2020          | YouGov | 1.089 | 43% | 42% | 10% | 1% | |
| 28 Oct–3 Nov 2020      | Survation | 1.071 | 47% | 40% | 13% | 7% | |
| 2–9 Oct 2020           | Ipsos MORI/STV | 1.045 | 52% | 39% | 9% | 13% | |
| 9 Oct 2020             | Savanta ComRes Arxivat 2021-09-28 a Wayback Machine. | 1.003 | 47% | 42% | 11% | 5% | |
| 25 Set–5 Oct 2020      | Survation/Progress Scotland | 2.093 | 49% | 42% | 9% | 7% | [ l ] |
| 17–21 Set 2020         | JL Partners | 1.016 | 51% | 40% | 7% | 11% | [ m ] |
| 2–7 Set 2020           | Survation | 1.018 | 46% | 40% | 13% | 6% | |
| 12–18 Ago 2020         | Panelbase/Business for Scotland | 1.011 | 51% | 42% | 7% | 9% | |
| 6–13 Ago 2020          | Savanta ComRes Arxivat 2022-08-29 a Wayback Machine. | 1.008 | 49% | 42% | 9% | 7% | |
| 6–10 Ago 2020          | YouGov/The Times | 1.142 | 45% | 40% | 9% | 5% | |
| 5 Ago 2020             | Douglas Ross és elegit líder del Partit Conservador Escocès                                                                                               | Douglas Ross és elegit líder del Partit Conservador Escocès                                                                                               | Douglas Ross és elegit líder del Partit Conservador Escocès                                                                                               | Douglas Ross és elegit líder del Partit Conservador Escocès                                                                                               | Douglas Ross és elegit líder del Partit Conservador Escocès                                                                                               | Douglas Ross és elegit líder del Partit Conservador Escocès                                                                                               | Douglas Ross és elegit líder del Partit Conservador Escocès                                                                                               |
| 30 Jul 2020            | Jackson Carlaw dimiteix com a líder del Partit Conservador Escocès                                                                                        | Jackson Carlaw dimiteix com a líder del Partit Conservador Escocès                                                                                        | Jackson Carlaw dimiteix com a líder del Partit Conservador Escocès                                                                                        | Jackson Carlaw dimiteix com a líder del Partit Conservador Escocès                                                                                        | Jackson Carlaw dimiteix com a líder del Partit Conservador Escocès                                                                                        | Jackson Carlaw dimiteix com a líder del Partit Conservador Escocès                                                                                        | Jackson Carlaw dimiteix com a líder del Partit Conservador Escocès                                                                                        |
| 30 Jun–3 Jul 2020      | Panelbase/Sunday Times | 1.026 | 50% | 43% | 7% | 7% | |
| 15–19 Juny 2020        | Panelbase/Business for Scotland | 1.070 | 50% | 43% | 7% | 7% | |
| 1–5 Juny 2020          | Panelbase/Scot Goes Pop | 1.022 | 48% | 45% | 8% | 3% | |
| 1–5 Maig 2020          | Panelbase/Wings Over Scotland | 1.086 | 46% | 46% | 7% | Empat | |
| 24–26 Març 2020        | Panelbase/Sunday Times | 1.023 | 46% | 47% | 7% | 1% | |
| 1 Març 2020            | Es confirma l'extensió de la pandèmia de la COVID-19 a Escòcia                                                                                            | Es confirma l'extensió de la pandèmia de la COVID-19 a Escòcia                                                                                            | Es confirma l'extensió de la pandèmia de la COVID-19 a Escòcia                                                                                            | Es confirma l'extensió de la pandèmia de la COVID-19 a Escòcia                                                                                            | Es confirma l'extensió de la pandèmia de la COVID-19 a Escòcia                                                                                            | Es confirma l'extensió de la pandèmia de la COVID-19 a Escòcia                                                                                            | Es confirma l'extensió de la pandèmia de la COVID-19 a Escòcia                                                                                            |
| 14 Feb 2020            | Jackson Carlaw és elegit líder del Partit Conservador Escocès                                                                                             | Jackson Carlaw és elegit líder del Partit Conservador Escocès                                                                                             | Jackson Carlaw és elegit líder del Partit Conservador Escocès                                                                                             | Jackson Carlaw és elegit líder del Partit Conservador Escocès                                                                                             | Jackson Carlaw és elegit líder del Partit Conservador Escocès                                                                                             | Jackson Carlaw és elegit líder del Partit Conservador Escocès                                                                                             | Jackson Carlaw és elegit líder del Partit Conservador Escocès                                                                                             |
| 7–14 Feb 2020          | YouGov/Hanbury Strategy | 2.587 | 45% | 46% | 8% | 1% | [ a ] [ n ] |
| 31 Gen 2020            | Sortida del Regne Unit de la Unió Europea | Sortida del Regne Unit de la Unió Europea | Sortida del Regne Unit de la Unió Europea | Sortida del Regne Unit de la Unió Europea | Sortida del Regne Unit de la Unió Europea | Sortida del Regne Unit de la Unió Europea | Sortida del Regne Unit de la Unió Europea |
| 28–31 Gen 2020         | Panelbase/Scot Goes Pop | 1.016 | 49% | 46% | 6% | 3% | |
| 22–27 Gen 2020         | YouGov | 1.039 | 43% | 42% | 10% | 1% | |
| 20–22 Gen 2020         | Survation/Progress Scotland | 1.019 | 45% | 45% | 10% | Empat | |
| 12 Des 2019            | Eleccions al Parlament del Regne Unit de 2019 | Eleccions al Parlament del Regne Unit de 2019 | Eleccions al Parlament del Regne Unit de 2019 | Eleccions al Parlament del Regne Unit de 2019 | Eleccions al Parlament del Regne Unit de 2019 | Eleccions al Parlament del Regne Unit de 2019 | Eleccions al Parlament del Regne Unit de 2019 |
| 10–11 Des 2019         | Survation/The Courier | 1.012 | 46% | 47% | 7% | 1% | |
| 3–6 Des 2019           | Panelbase/Sunday Times | 1.020 | 44% | 50% | 6% | 6% | |
| 3–6 Des 2019           | YouGov/The Times | 1.008 | 38% | 48% | 12% | 10% | |
| 19–25 Nov 2019         | Ipsos MORI/STV | 1.046 | 48% | 48% | 4% | Empat | |
| 20–22 Nov 2019         | Panelbase/Sunday Times | 1.009 | 45% | 47% | 7% | 2% | |
| 9–11 Oct 2019          | Panelbase/Sunday Times Arxivat 2022-08-29 a Wayback Machine.                                                                                              | 1.003 | 46% | 47% | 7% | 1% | |
| 30 Set–9 Oct 2019      | Survation/Progress Scotland | 2.032 | 40% | 51% | 9% | 11% | [ o ] |
| 30 Ago–3 Set 2019      | YouGov/The Times | 1.059 | 43% | 44% | 13% | 1% | |
| 29 Ago 2019            | Ruth Davidson dimiteix com a líder del Partit Conservador Escocès                                                                                         | Ruth Davidson dimiteix com a líder del Partit Conservador Escocès                                                                                         | Ruth Davidson dimiteix com a líder del Partit Conservador Escocès                                                                                         | Ruth Davidson dimiteix com a líder del Partit Conservador Escocès                                                                                         | Ruth Davidson dimiteix com a líder del Partit Conservador Escocès                                                                                         | Ruth Davidson dimiteix com a líder del Partit Conservador Escocès                                                                                         | Ruth Davidson dimiteix com a líder del Partit Conservador Escocès                                                                                         |
| 30 Jul–2 Ago 2019      | Lord Ashcroft | 1.019 | 46% | 43% | 12% | 3% | [ c ] [ a ] |
| 24 Jul 2019            | Boris Johnson esdevé Primer Ministre del Regne Unit | Boris Johnson esdevé Primer Ministre del Regne Unit | Boris Johnson esdevé Primer Ministre del Regne Unit | Boris Johnson esdevé Primer Ministre del Regne Unit | Boris Johnson esdevé Primer Ministre del Regne Unit | Boris Johnson esdevé Primer Ministre del Regne Unit | Boris Johnson esdevé Primer Ministre del Regne Unit |
| 18–20 Juny 2019        | Panelbase/Sunday Times Arxivat 2022-08-29 a Wayback Machine.                                                                                              | 1.024 | 46% | 48% | 6% | 2% | |
| 24 Maig 2019           | Theresa May dimiteix com a Primera Ministra del Regne Unit                                                                                                | Theresa May dimiteix com a Primera Ministra del Regne Unit                                                                                                | Theresa May dimiteix com a Primera Ministra del Regne Unit                                                                                                | Theresa May dimiteix com a Primera Ministra del Regne Unit                                                                                                | Theresa May dimiteix com a Primera Ministra del Regne Unit                                                                                                | Theresa May dimiteix com a Primera Ministra del Regne Unit                                                                                                | Theresa May dimiteix com a Primera Ministra del Regne Unit                                                                                                |
| 23 Maig 2019           | Eleccions al Parlament Europeu de 2019 | Eleccions al Parlament Europeu de 2019 | Eleccions al Parlament Europeu de 2019 | Eleccions al Parlament Europeu de 2019 | Eleccions al Parlament Europeu de 2019 | Eleccions al Parlament Europeu de 2019 | Eleccions al Parlament Europeu de 2019 |
| 14–17 Maig 2019        | Panelbase/Sunday Times | 1.021 | 45% | 49% | 6% | 4% | |
| 24–26 Abr 2019         | YouGov/The Times | 1.029 | 44% | 45% | 11% | 1% | |
| 18–24 Abr 2019         | Panelbase/Sunday Times | 1.018 | 44% | 49% | 7% | 5% | |
| 15–21 Març 2019        | Survation/Progress Scotland | 2.041 | 35% | 56% | 8% | 21% | [ p ] |
| 30 Nov–5 Des 2018      | Panelbase/Sunday Times | 1.028 | 45% | 51% | 4% | 6% | |
| 2–7 Nov 2018           | Panelbase/Constitutional Commission | 1.050 | 43% | 52% | 5% | 9% | |
| 18–21 Oct 2018         | Survation/Daily Record | 1.017 | 41% | 51% | 7% | 10% | |
| 3–5 Oct 2018           | Survation/Scottish National Party | 1.013 | 41% | 49% | 8% | 8% | |
| 28 Set–4 Oct 2018      | Panelbase/Sunday Times | 1.024 | 41% | 52% | 7% | 11% | |
| 28 Set–2 Oct 2018      | Survation/Sunday Post | 1.036 | 43% | 49% | 8% | 6% | |
| 24–29 Ago 2018         | Deltapoll/OFOC & Best for Britain | 1.022 | 45% | 47% | 8% | 2% | [ q ] |
| 5–10 Jul 2018          | Survation/Daily Record | 1.002 | 41% | 47% | 12% | 6% | [ a ] |
| 8–13 Juny 2018         | Panelbase/Sunday Times | 1.021 | 41% | 53% | 6% | 12% | |
| 1–5 Juny 2018          | YouGov/The Times | 1.075 | 41% | 50% | 6% | 9% | |
| 30 Maig–5 Juny 2018    | YouGov/Future of England | 1.052 | 41% | 47% | 12% | 6% | [ r ] [ a ] |
| 23–28 Març 2018        | Panelbase/Sunday Times | 1.037 | 41% | 53% | 6% | 12% | |
| 5–11 Març 2018         | Ipsos MORI/STV | 1.050 | 46% | 50% | 4% | 4% | [ a ] |
| 24–28 Gen 2018         | Survation/Daily Record | 1.029 | 42% | 50% | 8% | 8% | |
| 12–16 Gen 2018         | YouGov/The Times | 1.002 | 37% | 50% | 10% | 13% | [ a ] |
| 1–5 Des 2017           | Survation/Sunday Post | 1.006 | 42% | 49% | 8% | 7% | |
| 27–30 Nov 2017         | Survation/Daily Record | 1.017 | 42% | 48% | 10% | 6% | |
| 2–5 Oct 2017           | YouGov/The Times | 1.135 | 39% | 50% | 7% | 11% | [ a ] |
| 8–12 Set 2017          | Survation/Scottish Daily Mail | 1.016 | 42% | 49% | 9% | 7% | |
| 31 Ago–7 Set 2017      | Panelbase/Sunday Times | 1.021 | 40% | 53% | 6% | 13% | |
| 9–13 Juny 2017         | Survation/Daily Record | 1.037 | 39% | 53% | 7% | 14% | |
| 8 Juny 2017            | Eleccions al Parlament del Regne Unit de 2017 | Eleccions al Parlament del Regne Unit de 2017 | Eleccions al Parlament del Regne Unit de 2017 | Eleccions al Parlament del Regne Unit de 2017 | Eleccions al Parlament del Regne Unit de 2017 | Eleccions al Parlament del Regne Unit de 2017 | Eleccions al Parlament del Regne Unit de 2017 |
| 6–7 Juny 2017          | Survation/Daily Record | 1.001 | 36% | 56% | 7% | 20% | |
| 2–7 Juny 2017          | Panelbase | 1.106 | 41% | 53% | 6% | 12% | |
| 1–5 Juny 2017          | YouGov/The Times | 1.093 | 38% | 50% | 8% | 12% | [ a ] |
| 31 Maig–2 Juny 2017    | Survation/Sunday Post | 1.024 | 42% | 50% | 8% | 8% | |
| 22–27 Maig 2017        | Ipsos MORI/STV | 1.016 | 45% | 51% | 3% | 6% | [ a ] |
| 15–18 Maig 2017        | YouGov/The Times | 1.032 | 39% | 49% | 8% | 10% | [ a ] |
| 4 Maig 2017            | Eleccions locals escoceses de 2017 | Eleccions locals escoceses de 2017 | Eleccions locals escoceses de 2017 | Eleccions locals escoceses de 2017 | Eleccions locals escoceses de 2017 | Eleccions locals escoceses de 2017 | Eleccions locals escoceses de 2017 |
| 24–27 Abr 2017         | YouGov/The Times | 1.017 | 40% | 49% | 8% | 9% | [ a ] |
| 18–21 Abr 2017         | Panelbase/Sunday Times | 1.029 | 43% | 52% | 5% | 9% | |
| 18–21 Abr 2017         | Survation/Sunday Post | 1.018 | 43% | 48% | 9% | 5% | [ a ] |
| 7–11 Abr 2017          | BMG/Herald | 1.041 | 43% | 45% | 12% | 2% | |
| 29 Març–11 Abr 2017    | Kantar Arxivat 2017-04-26 a Wayback Machine. | 1.060 | 37% | 55% | 8% | 18% | |
| 13–17 Març 2017        | Panelbase/Sunday Times | 1.008 | 42% | 53% | 5% | 11% | |
| 9–14 Març 2017         | YouGov/The Times | 1.028 | 37% | 48% | 11% | 11% | [ a ] |
| 8–13 Març 2017         | Survation/Scottish Daily Mail | 1.019 | 43% | 48% | 9% | 5% | |
| 13 Març 2017           | Nicola Sturgeon anuncia la intenció de demanar l'aprovació d'una ordre de l'article 30 de l'Scotland Act que permeti un referèndum d'independència        | Nicola Sturgeon anuncia la intenció de demanar l'aprovació d'una ordre de l'article 30 de l'Scotland Act que permeti un referèndum d'independència        | Nicola Sturgeon anuncia la intenció de demanar l'aprovació d'una ordre de l'article 30 de l'Scotland Act que permeti un referèndum d'independència        | Nicola Sturgeon anuncia la intenció de demanar l'aprovació d'una ordre de l'article 30 de l'Scotland Act que permeti un referèndum d'independència        | Nicola Sturgeon anuncia la intenció de demanar l'aprovació d'una ordre de l'article 30 de l'Scotland Act que permeti un referèndum d'independència        | Nicola Sturgeon anuncia la intenció de demanar l'aprovació d'una ordre de l'article 30 de l'Scotland Act que permeti un referèndum d'independència        | Nicola Sturgeon anuncia la intenció de demanar l'aprovació d'una ordre de l'article 30 de l'Scotland Act que permeti un referèndum d'independència        |
| 24 Feb–6 Març 2017     | Ipsos MORI/STV | 1.029 | 47% | 46% | 6% | 1% | |
| 23–27 Feb 2017         | BMG/Herald | 1.009 | 41% | 44% | 15% | 3% | |
| 7–13 Feb 2017          | Panelbase/Wings Over Scotland | 1.028 | 44% | 51% | 6% | 7% | |
| 26-31 Gen 2017         | BMG/Herald | 1.067 | 43% | 45% | 10% | 2% | |
| 20–26 Gen 2017         | Panelbase/Sunday Times | 1.020 | 43% | 51% | 7% | 8% | |
| 9–16 Des 2016          | BMG/Herald | 1.002 | 40% | 47% | 13% | 7% | |
| 29 Ago–16 Des 2016     | YouGov | 3.166 | 39% | 47% | 11% | 8% | [ a ] |
| 24–29 Nov 2016         | YouGov/The Times | 1.134 | 38% | 49% | 13% | 11% | |
| 9–15 Set 2016          | Panelbase/Sunday Times | 1.024 | 44% | 50% | 7% | 6% | |
| 5–11 Set 2016          | Ipsos MORI/STV | 1.000 | 45% | 50% | 5% | 5% | |
| 5–10 Set 2016          | Survation | 1.073 | 42% | 48% | 10% | 6% | |
| 10 Ago–4 Set 2016      | TNS Arxivat 2018-11-30 a Wayback Machine. | 1.047 | 41% | 47% | 12% | 6% | |
| 29–31 Ago 2016         | YouGov/The Times | 1.039 | 40% | 46% | 13% | 6% | [ a ] |
| 20–25 Jul 2016         | YouGov | 1.005 | 40% | 45% | 14% | 5% | [ a ] |
| 13 Jul 2016            | Theresa May esdevé Primera Ministra del Regne Unit | Theresa May esdevé Primera Ministra del Regne Unit | Theresa May esdevé Primera Ministra del Regne Unit | Theresa May esdevé Primera Ministra del Regne Unit | Theresa May esdevé Primera Ministra del Regne Unit | Theresa May esdevé Primera Ministra del Regne Unit | Theresa May esdevé Primera Ministra del Regne Unit |
| 24–28 Juny 2016        | Survation/Scottish Daily Mail | 1.055 | 47% | 41% | 12% | 6% | |
| 25–26 Juny 2016        | Panelbase/Sunday Times | 626 | 47% | 44% | 8% | 3% | [ s ] |
| 25 Juny 2016           | Survation/Daily Record | 1.002 | 48% | 41% | 9% | 7% | |
| 24 Juny 2016           | David Cameron dimiteix com a Primer Ministre del Regne Unit                                                                                               | David Cameron dimiteix com a Primer Ministre del Regne Unit                                                                                               | David Cameron dimiteix com a Primer Ministre del Regne Unit                                                                                               | David Cameron dimiteix com a Primer Ministre del Regne Unit                                                                                               | David Cameron dimiteix com a Primer Ministre del Regne Unit                                                                                               | David Cameron dimiteix com a Primer Ministre del Regne Unit                                                                                               | David Cameron dimiteix com a Primer Ministre del Regne Unit                                                                                               |
| 23 Juny 2016           | Referèndum sobre la permanència del Regne Unit dins la Unió Europea de 2016                                                                               | Referèndum sobre la permanència del Regne Unit dins la Unió Europea de 2016                                                                               | Referèndum sobre la permanència del Regne Unit dins la Unió Europea de 2016                                                                               | Referèndum sobre la permanència del Regne Unit dins la Unió Europea de 2016                                                                               | Referèndum sobre la permanència del Regne Unit dins la Unió Europea de 2016                                                                               | Referèndum sobre la permanència del Regne Unit dins la Unió Europea de 2016                                                                               | Referèndum sobre la permanència del Regne Unit dins la Unió Europea de 2016                                                                               |
| 5 Maig 2016            | Eleccions al Parlament Escocès de 2016 | Eleccions al Parlament Escocès de 2016 | Eleccions al Parlament Escocès de 2016 | Eleccions al Parlament Escocès de 2016 | Eleccions al Parlament Escocès de 2016 | Eleccions al Parlament Escocès de 2016 | Eleccions al Parlament Escocès de 2016 |
| 2–4 Maig 2016          | YouGov/The Times | 1.445 | 41% | 48% | 12% | 7% | |
| 23–28 Abr 2016         | Panelbase/Sunday Times | 1.074 | 44% | 49% | 6% | 5% | |
| 15–20 Abr 2016         | Survation/Daily Record | 1.005 | 44% | 47% | 9% | 3% | |
| 6–15 Abr 2016          | Panelbase/Sunday Times | 1.021 | 45% | 51% | 5% | 6% | |
| 7–11 Abr 2016          | YouGov/The Times | 1.012 | 41% | 49% | 10% | 8% | |
| 10–17 Març 2016        | Survation/Daily Record | 1.051 | 44% | 47% | 9% | 3% | |
| 7–9 Març 2016          | YouGov/The Times | 1.070 | 40% | 47% | 12% | 7% | |
| 25–29 Feb 2016         | Survation/Scottish Daily Mail | 1.022 | 44% | 49% | 7% | 5% | |
| 11–16 Feb 2016         | Survation/Daily Record | 1.006 | 42% | 48% | 9% | 6% | |
| 1–7 Feb 2016           | Ipsos MORI/STV | 1.000 | 49% | 45% | 5% | 4% | |
| 1–4 Feb 2016           | YouGov/The Times | 1.022 | 43% | 51% | 7% | 8% | |
| 8–14 Gen 2016          | Panelbase/Sunday Times Arxivat 2016-05-19 a Wayback Machine.                                                                                              | 1.053 | 44% | 50% | 7% | 6% | |
| 8–12 Gen 2016          | Survation/Daily Record | 1.029 | 45% | 47% | 8% | 2% | |
| 6–13 Nov 2015          | Panelbase/Wings Over Scotland | 1.074 | 47% | 49% | 5% | 2% | |
| 9–13 Oct 2015          | YouGov/The Times | 1.026 | 45% | 49% | 6% | 4% | |
| 7–10 Set 2015          | Survation/Scottish Daily Mail | 1.010 | 45% | 46% | 9% | 1% | |
| 7–10 Set 2015          | YouGov/The Times | 1.110 | 45% | 49% | 6% | 4% | |
| 4–10 Set 2015          | Panelbase/Sunday Times | 1.005 | 45% | 51% | 3% | 6% | |
| 12 Ago–1 Set 2015      | TNS | 1.023 | 47% | 42% | 11% | 5% | |
| 24–30 Ago 2015         | Ipsos MORI/STV | 1.002 | 53% | 44% | 3% | 9% | |
| 3–7 Jul 2015           | Survation/Scottish Daily Mail | 1.084 | 43% | 47% | 10% | 4% | |
| 26 Juny–3 Jul 2015     | Panelbase/Sunday Times Arxivat 2015-07-09 a Wayback Machine.                                                                                              | 1.002 | 45% | 50% | 5% | 5% | |
| 19–21 Maig 2015        | YouGov/Sunday Post | 1.108 | 44% | 49% | 7% | 5% | |
| 7 Maig 2015            | Eleccions al Parlament del Regne Unit de 2015 | Eleccions al Parlament del Regne Unit de 2015 | Eleccions al Parlament del Regne Unit de 2015 | Eleccions al Parlament del Regne Unit de 2015 | Eleccions al Parlament del Regne Unit de 2015 | Eleccions al Parlament del Regne Unit de 2015 | Eleccions al Parlament del Regne Unit de 2015 |
| 3–6 Maig 2015          | Survation/Daily Record | 1.660 | 44% | 47% | 9% | 3% | |
| 29 Abr–1 Maig 2015     | YouGov/Sunday Times | 1.162 | 43% | 49% | 8% | 6% | |
| 22–27 Abr 2015         | Survation/Daily Record | 1.015 | 46% | 47% | 7% | 1% | |
| 20–23 Abr 2015         | Panelbase/Sunday Times | 1.044 | 45% | 48% | 7% | 3% | |
| 8–9 Abr 2015           | YouGov/The Times | 1.056 | 46% | 49% | 6% | 3% | |
| 13–19 Març 2015        | ICM/Guardian | 1.002 | 41% | 48% | 11% | 7% | |
| 12–17 Març 2015        | Survation/Daily Record | 1.027 | 45% | 43% | 11% | 2% | |
| 10–12 Març 2015        | YouGov/The Times | 1.049 | 45% | 48% | 8% | 3% | |
| 12–17 Feb 2015         | Survation/Daily Record | 1.011 | 43% | 47% | 10% | 4% | |
| 29 Gen–2 Feb 2015      | YouGov/The Times | 1.001 | 49% | 44% | 7% | 5% | |
| 9–11 Des 2014          | Survation/Daily Record | 1.001 | 48% | 48% | 4% | Empat | |
| 9–11 Des 2014          | YouGov/The Sun | 1.081 | 48% | 45% | 6% | 3% | |
| 27 Nov 2014            | Publicació de l'informe de la Comissió Smith | Publicació de l'informe de la Comissió Smith | Publicació de l'informe de la Comissió Smith | Publicació de l'informe de la Comissió Smith | Publicació de l'informe de la Comissió Smith | Publicació de l'informe de la Comissió Smith | Publicació de l'informe de la Comissió Smith |
| 19 Nov 2014            | Nicola Sturgeon esdevé la Primera Ministra d'Escòcia | Nicola Sturgeon esdevé la Primera Ministra d'Escòcia | Nicola Sturgeon esdevé la Primera Ministra d'Escòcia | Nicola Sturgeon esdevé la Primera Ministra d'Escòcia | Nicola Sturgeon esdevé la Primera Ministra d'Escòcia | Nicola Sturgeon esdevé la Primera Ministra d'Escòcia | Nicola Sturgeon esdevé la Primera Ministra d'Escòcia |
| 6–13 Nov 2014          | Survation/Daily Record | 1.001 | 44% | 49% | 7% | 5% | |
| 30 Oct–5 Nov 2014      | Panelbase/Wings Over Scotland Arxivat 2016-05-19 a Wayback Machine.                                                                                       | 982 | 46% | 45% | 8% | 1% | |
| 27–30 Oct 2014         | YouGov/The Times | 1.078 | 49% | 45% | 6% | 4% | |
| 18 de setembre de 2014 | Referèndum sobre la independència d'Escòcia de 2014 | 3.623.344 | 44,7% | 55,3% | | 10,6% | |

### Format Romandre / Abandonar
En lloc de fer servir la mateixa pregunta que es va fer al referèndum de 2014 ("Hauria de ser Escòcia un país independent?"), algunes enquestes han formulat la pregunta seguint el format del referèndum sobre el Brexit de 2016. En el context de la independència d'Escòcia, això vol dir que la pregunta es plantejaria a la manera següent: "Ha de romandre Escòcia part del Regne Unit o ha d'abandonar el Regne Unit?". L'ús d'aquest format ha estat criticat pels nacionalistes escocesos; el líder adjunt de l'SNP, Keith Brown, va dir el setembre de 2019 que era "un intent deliberat per confondre la independència amb el Brexit".
| Data                   | Enquestadora/client                                               | Mostra    | Ha de romandre Escòcia part del Regne Unit o ha d'abandonar el Regne Unit? | Ha de romandre Escòcia part del Regne Unit o ha d'abandonar el Regne Unit? | Ha de romandre Escòcia part del Regne Unit o ha d'abandonar el Regne Unit? | Avantatge | Notes |
| Data                   | Enquestadora/client                                               | Mostra    | Abandonar                                                                  | Romandre                                                                   | Indecisos                                                                  | Avantatge | Notes |
| ---------------------- | ----------------------------------------------------------------- | --------- | -------------------------------------------------------------------------- | -------------------------------------------------------------------------- | -------------------------------------------------------------------------- | --------- | ----- |
| 22 Des-1 Gen 2023      | Survation/Scotland in Union Arxivat 2023-01-10 a Wayback Machine. | 1.025     | 37%                                                                        | 54%                                                                        | 9%                                                                         | 17%       |       |
| 28–29 Set 2022         | Survation/Scotland in Union                                       | 1.011     | 36%                                                                        | 51%                                                                        | 13%                                                                        | 15%       |       |
| 29 Abr–3 Maig 2022     | Survation/Scotland in Union                                       | 1.050     | 38%                                                                        | 52%                                                                        | 11%                                                                        | 14%       |       |
| 25–31 Març 2022        | Yougov/TheseIslands                                               | 510       | 35%                                                                        | 50%                                                                        | 9%                                                                         | 15%       | [ t ] |
| 18–22 Nov 2021         | Survation/Scotland in Union                                       | 1.045     | 38%                                                                        | 54%                                                                        | 8%                                                                         | 16%       |       |
| 31 Ago–1 Set 2021      | Survation/Scotland in Union                                       | 1.040     | 39%                                                                        | 52%                                                                        | 9%                                                                         | 13%       |       |
| 9–12 Març 2021         | Survation/Scotland in Union Arxivat 2022-09-01 a Wayback Machine. | 1.011     | 37%                                                                        | 49%                                                                        | 10%                                                                        | 12%       |       |
| 10–12 Set 2020         | Survation/Scotland in Union                                       | 1.008     | 37%                                                                        | 47%                                                                        | 11%                                                                        | 10%       |       |
| 12–16 Set 2019         | Survation/Scotland in Union                                       | 1.003     | 38%                                                                        | 55%                                                                        | 9%                                                                         | 17%       |       |
| 18–23 Abr 2019         | Survation/Scotland in Union                                       | 1.012     | 36%                                                                        | 56%                                                                        | 7%                                                                         | 20%       |       |
| 9–13 Nov 2018          | Survation/Scotland in Union                                       | 1.013     | 36%                                                                        | 55%                                                                        | 9%                                                                         | 19%       |       |
| 28 Set–4 Oct 2016      | BMG/Herald                                                        | 1.010     | 39%                                                                        | 47%                                                                        | 15%                                                                        | 8%        |       |
| 18 de setembre de 2014 | Referèndum sobre la independència d'Escòcia de 2014               | 3.623.344 | 44,7%                                                                      | 55,3%                                                                      |                                                                            | 10,6%     |       |

### Enquestes amb tres opcions
Abans del referèndum de 2014, algunes enquestadores van realitzar enquestes amb tres opcions. Als enquestats se'ls va donar les opcions d'una independència total, alguna forma (indefinida) de més devolució i continuar amb l'statu quo. Només s'ha fet una enquesta d'aquest tipus des del referèndum sobre la permanència dins la UE de 2016.
| Data           | Enquestadora/client                              | Independència | Més devolució | Status Quo | Indecisos | Ref.   |
| -------------- | ------------------------------------------------ | ------------- | ------------- | ---------- | --------- | ------ |
| 24-28 Gen 2018 | Survation/Scottish Independence Referendum Party | 32%           | 15%           | 36%        | 17%       | [ 19 ] |

#### Baròmetre Anual Escocès
Des de la devolució de 1999, l'Scottish Social Attitudes Survey, el baròmetre anual que realitza el govern escocès, inclou una pregunta sobre la independència d'Escòcia.
Als enquestats se'ls pregunta "Quina d'aquestes afirmacions s'acosta més a la teva opinió?"
1. Escòcia hauria de ser independent, separada del Regne Unit i la Unió Europea
2. Escòcia hauria de ser independent, separada del Regne Unit, però part de la Unió Europea
3. Escòcia hauria de seguir formant part del Regne Unit, amb el seu propi parlament electe que té alguns poders fiscals
4. Escòcia hauria de seguir formant part del Regne Unit, amb el seu propi parlament electe que no té cap poder fiscal
5. Escòcia hauria de seguir formant part del Regne Unit, sense parlament propi

Un informe publicat el 2017, titulat "De referèndum d'independència 1 a referèndum d'independència 2? L'Estat del Nacionalisme a Escòcia" (From Indyref1 to Indyref2? The State of Nationalism in Scotland), va organitzar les respostes anteriors d'aquesta enquesta agrupant les opcions 1 i 2 com a "Independència", les opcions 3 i 4 com a "Devolució" i l'opció 5 com a "Sense Parlament".
| Any  | Enquestadora/client              | Independència | Devolució | Sense Parlament |
| ---- | -------------------------------- | ------------- | --------- | --------------- |
| 2021 | Scottish Social Attitudes Survey | 52%           | 38%       | 8%              |
| 2019 | Scottish Social Attitudes Survey | 51%           | 36%       | 7%              |
| 2017 | Scottish Social Attitudes Survey | 45%           | 41%       | 8%              |
| 2016 | Scottish Social Attitudes Survey | 46%           | 42%       | 8%              |
| 2015 | Scottish Social Attitudes Survey | 39%           | 49%       | 6%              |
| 2014 | Scottish Social Attitudes Survey | 33%           | 50%       | 7%              |
| 2013 | Scottish Social Attitudes Survey | 29%           | 55%       | 9%              |
| 2012 | Scottish Social Attitudes Survey | 23%           | 61%       | 11%             |
| 2011 | Scottish Social Attitudes Survey | 32%           | 58%       | 6%              |
| 2010 | Scottish Social Attitudes Survey | 23%           | 61%       | 10%             |
| 2009 | Scottish Social Attitudes Survey | 28%           | 56%       | 8%              |
| 2007 | Scottish Social Attitudes Survey | 24%           | 62%       | 9%              |
| 2006 | Scottish Social Attitudes Survey | 30%           | 54%       | 14%             |
| 2005 | Scottish Social Attitudes Survey | 35%           | 44%       | 14%             |
| 2004 | Scottish Social Attitudes Survey | 32%           | 45%       | 17%             |
| 2003 | Scottish Social Attitudes Survey | 26%           | 56%       | 13%             |
| 2002 | Scottish Social Attitudes Survey | 30%           | 52%       | 13%             |
| 2001 | Scottish Social Attitudes Survey | 27%           | 59%       | 9%              |
| 2000 | Scottish Social Attitudes Survey | 30%           | 55%       | 12%             |
| 1999 | Scottish Social Attitudes Survey | 27%           | 59%       | 10%             |

## Enquestes sobre un segon referèndum d'independència
Les enquestes han preguntat als enquestats a Escòcia si estan a favor o en contra de la proposta per part del govern escocès de celebrar un segon referèndum sobre la independència d'Escòcia.
| Data              | Enquestadora/client         | Mostra | Està a favor o en contra de celebrar un segon referèndum sobre la independència d'Escòcia? | Està a favor o en contra de celebrar un segon referèndum sobre la independència d'Escòcia? | Està a favor o en contra de celebrar un segon referèndum sobre la independència d'Escòcia? | Avantatge | Notes |
| Data              | Enquestadora/client         | Mostra | A favor                                                                                    | En contra                                                                                  | Indecisos                                                                                  | Avantatge | Notes |
| ----------------- | --------------------------- | ------ | ------------------------------------------------------------------------------------------ | ------------------------------------------------------------------------------------------ | ------------------------------------------------------------------------------------------ | --------- | ----- |
| 29–25 Maig 2022   | YouGov/The Times            | 1.115  | 28%                                                                                        | 59%                                                                                        | 13%                                                                                        | 31%       | [ u ] |
| 29–31 Març 2022   | YouGov/These Islands        | 1.029  | 36%                                                                                        | 53%                                                                                        | 12%                                                                                        | 17%       | [ u ] |
| 22–28 Oct 2021    | Savanta ComRes/Scotsman     | 1.005  | 45%                                                                                        | 47%                                                                                        | 9%                                                                                         | 2%        |       |
| 31 Ago–1 Set 2021 | Survation/Scotland in Union | 1.040  | 38%                                                                                        | 52%                                                                                        | 9%                                                                                         | 14%       |       |

### Moment d'un segon referèndum
| Data            | Enquestadora/client | Mostra | Creu que s'hauria de celebrar un segon referèndum sobre la independència d'Escòcia en els pròxims 12 mesos, en els pròxims 2–5 anys o que no hi hauria d'haver un nou referèndum en els propers anys? | Creu que s'hauria de celebrar un segon referèndum sobre la independència d'Escòcia en els pròxims 12 mesos, en els pròxims 2–5 anys o que no hi hauria d'haver un nou referèndum en els propers anys? | Creu que s'hauria de celebrar un segon referèndum sobre la independència d'Escòcia en els pròxims 12 mesos, en els pròxims 2–5 anys o que no hi hauria d'haver un nou referèndum en els propers anys? | Creu que s'hauria de celebrar un segon referèndum sobre la independència d'Escòcia en els pròxims 12 mesos, en els pròxims 2–5 anys o que no hi hauria d'haver un nou referèndum en els propers anys? | Avantatge | Notes |
| Data            | Enquestadora/client | Mostra | 12 Mesos | 2–5 anys | Cap referendum | No sap | Avantatge | Notes |
| --------------- | ------------------- | ------ | --- | --- | --- | --- | --------- | ----- |
| 18–23 Maig 2022 | YouGov/The Times    | 1.115  | - | 42% | 41% | 16% | 1%        |       |
| 26–29 Abr 2022  | Panelbase           | 1.009  | 24% | 31% | 45% | - | 10%       | [ v ] |
| 22 Nov 2021     | YouGov              | 1.060  | - | 45% | 41% | 13% | 4%        |       |
| 12 Nov 2021     | Panelbase           | 1.781  | 19% | 34% | 46% | - | 6%        | [ v ] |
| 10 Set 2021     | Panelbase           | 2.003  | 17% | 36% | 47% | - | 5%        | [ v ] |
| 24 Juny 2021    | Panelbase           | 1.287  | 19% | 35% | 46% | - | 7%        | [ v ] |
| 4 Maig 2021     | YouGov              | 1.144  | - | 44% | 41% | 15% | 3%        |       |
| 30 Abr 2021     | Panelbase           | 1.096  | 22% | 33% | 45% | - | 10%       | [ v ] |
| 20 Abr 2021     | YouGov              | 1.204  | - | 44% | 40% | 16% | 4%        |       |
| 1 Abr 2021      | Panelbase           | 1.009  | 25% | 29% | 46% | - | 8%        | [ v ] |
| 8 Març 2021     | YouGov              | 1.100  | - | 42% | 39% | 19% | 3%        |       |
| 5 Març 2021     | Panelbase           | 1.013  | 25% | 30% | 45% | - | 10%       | [ v ] |